# Каргалейский сельсовет (Вадинский район)
Каргалейский сельсовет — сельское поселение в Вадинском районе Пензенской области Российской Федерации.
Административный центр — село Каргалей.

## История
Статус и границы сельского поселения установлены Законом Пензенской области от 2 ноября 2004 года № 690-ЗПО «О границах муниципальных образований Пензенской области».

## Население
| 2002 | 2010 | 2012 | 2013 | 2014 | 2015 | 2016 |
| ---- | ---- | ---- | ---- | ---- | ---- | ---- |
| 641  | ↘543 | ↘519 | ↘505 | ↘496 | ↘484 | ↗490 |
| 2017 | 2018 | 2021 |      |      |      |      |
| ↘479 | ↘463 | ↘389 |      |      |      |      |

## Состав сельского поселения
| № | Населённый пункт | Тип населённого пункта       | Население |
| - | ---------------- | ---------------------------- | --------- |
| 1 | Аткино           | деревня                      | 86        |
| 2 | Бутырки          | деревня                      | 42        |
| 3 | Каргалей         | село, административный центр | ↘396      |
| 4 | Ольгино          | деревня                      | 19        |